# الهيئة العامة للخدمات البيطرية (مصر)
الهيئة العامة للخدمات البيطرية هي هيئة حكومية مصرية تتبع وزارة الزراعة واستصلاح الأراضي، أنشئت بقرار رئيس جمهورية مصر العربية رقم 187 لسنة 1984، بهدف حماية الثروة الحيوانية في مصر ووقايتها من الأمراض المعدية والوبائية.

## التشريعات المُنظِمة
- قانون رقم 53 لسنة 1966.[4]
- قرار رئيس الجمهورية رقم 187 لسنة 1984.

## المهام
أنشئت الهيئة بهدف تحقيق عدة مهام هي:
- وضع وتنفيذ خطط حماية الثروة الحيوانية من الأمراض المعدية.
- وضع وتنفيذ خطط الزيادة الكمية والنوعية للثروة الحيوانية.
- الإشراف الفني على المجازر وأماكن الذبح والرقابة عليها.
- الاشتراك في مشروعات الأمن الغذائي والحيواني.

## وصلات خارجية
- الموقع الرسمي للهيئة.
- الصغحة الرسمية للهيئة على موقع فيس بوك.